# Заплаг
Запла́г, За́хідний виправно-трудови́й та́бір (рос. За́падный исправи́тельно-трудовой ла́герь) — табірний підрозділ, що діяв у структурі «Дальстрой».

## Історія
Заплаг був організований 20 вересня 1949 року. Управління ІТЛ (укр. ВТТ, виправно-трудового табору) розміщувалося у селищі Сусуман, Магаданська область (нині є містом з такою ж самою назвою). В оперативному командуванні воно підкорялось Головному управлінню виправно-трудових таборів «Дальстрой», а пізніше Управлінню північно-східних виправно-трудових таборів Міністерства юстиції СРСР, яке пізніше було передано у Міністерство внутрішніх справ.
Максимальна одночасна кількість в'язнів могла досягати 16 500 осіб.
Заплаг припинив своє існування 1956 року.

## Виробництво
Основним видом виробничої діяльності ув'язнених був видобуток та переробка золота і олов'яної руди.